# Regeringen Jonathan Motzfeldt VII
Regeringen Jonathan Motzfeldt VII var Grønlands regering fra marts 1999 til 7. december 2001. Regeringen var en flertalsregering med 7 landsstyremedlemmer heraf 5 fra Siumut og 2 fra Inuit Ataqatigiit.

## Regeringsdannelse
Siumut var det største parti efter landstingsvalget 16. februar 1995 og efter flere dages forhandlinger indgik de en regeringsaftale med Inuit Ataqatigiit 21. februar. Men aftalens indhold om en skattereform blev undsagt af flere Siumut-medlemmer af Landstinger, og det var uklart i lang tid hvem Siumuts landsstyremedlemmer ville blive. Det nye landsstyre blev først præsenteret først på et pressemøde 4. marts. Kirke-området blev også flyttet fra Alfred Jakobsen til Lise Skifte Lennert.

## Regeringen
Landsstyret bestod af disse medlemmer:
| Ressortområde                                                 | Minister | Minister              | Tiltrådt posten    | Forlod posten      | Parti             |
| ------------------------------------------------------------- | -------- | --------------------- | ------------------ | ------------------ | ----------------- |
| Landsstyreformand                                             |          | Jonathan Motzfeldt    | marts 1999         | 7. december 2001   | Siumut            |
| Landsstyremedlem for Økonomi og Handel                        |          | Josef Motzfeldt       | marts 1999         | 24. september 2001 | Inuit Ataqatigiit |
| Landsstyremedlem for Økonomi                                  |          | Josef Motzfeldt       | 24. september 2001 | 7. december 2001   | Inuit Ataqatigiit |
| Landsstyremedlem for Kultur, Uddannelse og Forskning          |          | Lise Skifte Lennert   | marts 1999         | 24. september 2001 | Siumut            |
| Landsstyremedlem for Kultur, Uddannelse og Forskning og Kirke |          | Lise Skifte Lennert   | 24. september 2001 | 7. december 2001   | Siumut            |
| Landsstyremedlem for Erhverv                                  |          | Simon Olsen           | marts 1999         | 24. september 2001 | Siumut            |
| Landsstyremedlem for Fiskeri og Fangst                        |          | Hans Enoksen          | 24. september 2001 | 7. december 2001   | Siumut            |
| Landsstyremedlem for Sociale Anliggender og Arbejdsmarked     |          | Mikael Petersen       | marts 1999         | 2. november 1999   | Siumut            |
| Landsstyremedlem for Sociale Anliggender og Arbejdsmarked     |          | Jørgen Wæver Johansen | 2. november 1999   | 24. september 2001 | Siumut            |
| Landsstyremedlem for Sociale Anliggender og Arbejdsmarked     |          | Ole Dorph             | 24. september 2001 | 7. december 2001   | Siumut            |
| Landsstyremedlem for Boliger og Infrastruktur                 |          | Steffen Ulrich-Lynge  | marts 1999         | 24. september 2001 | Siumut            |
| Landsstyremedlem for Boliger og Infrastruktur                 |          | Jørgen Wæver Johansen | 24. september 2001 | 7. december 2001   | Siumut            |
| Landsstyremedlem for Sundhed, Miljø, Natur og Kirke           |          | Alfred Jakobsen       | marts 1999         | 24. september 2001 | Inuit Ataqatigiit |
| Landsstyremedlem for Sundhed og Miljø                         |          | Alfred Jakobsen       | 24. september 2001 | 7. december 2001   | Inuit Ataqatigiit |

Mikael Petersen trådte tilbage som landsstyremedlem 2. november 1999 efter en revisionsundersøgelse havde konkluderet at han havde tilbageholdt oplysninger for Landstinget. Han blev erstattet af Jørgen Wæver Johansen.
Kritik af landsstyrets fiskeri- og trafikpolitik førte til en regeringsrokade 24. september 2001. Hans Enoksen som tidligere var blevet  formand for Siumut blev nyt Landsstyremedlem for fiskeri. Jørgen Wæver Johansen skiftede til at landsstyremedlem for infrastruktur og boliger, mens hans tidligere område sociale anliggender og arbejdsmarked blev givet til Ole Dorph.